# Inácio do Nascimento Morais Cardoso
Pour les articles homonymes, voir Cardoso.
Inácio do Nascimento Morais Cardoso (né le 20 décembre 1811 à Murça, et mort le 23 février 1883 à Lisbonne) est un cardinal portugais du XIXe siècle.

## Biographie
Morais Cardoso est chanoine à Lisbonne et coadjuteur du patriarche dans la paroisse du palais royal. Il est élu évêque de Faro en 1863 et promu au patriarcat de Lisbonne en 1871. Le pape Pie IX le crée cardinal lors du consistoire du 22 décembre 1873. Le cardinal Morais Cardoso participe au concile de Vatican I en 1869-1870 et au conclave de 1878, lors duquel Léon XIII est élu.

## Sources
- Fiche sur le site fiu.edu